# ドラえもんのひみつ道具 (1979年のテレビアニメ ま-も)
「ドラえもんのひみつ道具 (1979年のテレビアニメ ま-も)」では、藤子・F・不二雄原作のテレビアニメ『ドラえもん』（第2作第1期）に登場するひみつ道具のうち、名称の読みが「ま」で始まるものから「も」で始まるものまでを列挙する。

## マウスロボ
マウスロボは、「ドラえもんに休日を?!」（2005年3月18日放送、DVD『ドラえもん みんなが選んだ心に残るお話30～台風のフー子 編～』に収録）に登場する。
ドラミがのび太のもとへ戻るのを拒むドラえもんをのび太のもとに送り返すために使った道具。命令をすると鼻が青く光り尻尾が左右に揺れ「チュチュー」と鳴く。
「ドラえもんに休日を?!」の作中に名称は登場しない。テレビアニメ第2作第2期「ドラえもんの百年タイムカプセル」（2012年4月27日放送）では、マツシバ工場の警備用にマウスロボが大量に配備されており、侵入者がいるとの情報を受けると一斉に出動するようになっている。「ドラえもんの百年タイムカプセル」の字幕放送では、このロボットの名称を「マウスロボ」としている。

## マーメイドスーツ
マーメイドスーツは、「のび太ロケット銀河へ!」（2005年2月18日放送、映像ソフト未収録）に登場する。
下半身をおおうようにこれを着用すると、水中を自在に泳げるようになるほか、水中での呼吸や会話も行える。作中ではのび太が青色、スネ夫が黄色、ジャイアンが紫色、しずかが桃色のマーメイドスーツを着用した。
ドラえもんはこれを使わずにタコスーツを使用した。
類似品に人魚スーツがある。同様のことができる道具としてタコスーツがある。

## 迷子探しメガネ
迷子探しメガネ（まいごさがしメガネ）は、「ツアーロボット」（2003年10月4日放送、レンタル専用VHS『ドラえもん テレビ版スペシャル特大号 冬の巻6』に収録）に登場する。
虫眼鏡を象った道具。探したい人の手がかりをこのレンズに写してから、気になる場所にレンズを向けると、その場所に探し人がいる場合に、レンズの上にある電球が点灯する。

## マイ・トレインセット
マイ・トレインセットは、「マイ・トレインセット」（1999年10月1日放送、映像ソフト未収録）に登場する。
いろいろな電車のミニチュアのセット。これを地面に置くと実物大の大きさになり、本当に乗ることができる。安全装置が付いており、子供でも簡単に運転できる。作中では電車、SL、リニアモーターカーが登場した。

## 正夢新聞セット
正夢新聞セット（まさゆめしんぶんセット）は、「正夢新聞」（1994年2月18日放送、映像ソフト未収録）に登場する。
「正夢新聞社」と書かれた小さな建物と、ヘッドホンのセット。夜寝るときにヘッドホンを耳にあてておくと、正夢新聞社の電波塔が使用者に夢を見させる。翌朝、夢の内容を新聞にして届けてくれる。
新聞は見開き2ページ1枚で、題字は「正夢新聞」、英題は「THE DAYLY DREAM」、レイアウトは読売新聞のようになっている。夢の記事はすべて写真つきで掲載される。正夢新聞の題字の右には広告欄があり、作中では#正夢まくらの広告が掲載されていた。
あくまで夢が正夢として実現する可能性があるというだけで、必ず正夢になるとは限らないという。作中ではのび太が使用し、新聞記事になった3件すべてが正夢になったが、「百万円拾った」とあれば、「おもちゃの百万円を拾った」、「テストで100点を取った」とあれば、「四教科のテストで合計100点を取った」、「しずかちゃんとキス」とあれば、「しずかという名前の犬とキス」であるなど肝心な部分が抜けていたため、全て期待させるだけさせておいて落胆させる結果に終わった。

## 正夢まくら
正夢まくら（まさゆめまくら）は、「正夢まくら」（1998年4月24日放送、映像ソフト未収録）に登場する。

## ママエプロン
ママエプロンは、「ママエプロン」（1997年3月21日放送、映像ソフト未収録）に登場する。
このエプロンを着用すると、一家の母親になりきってしまう。同話では、以下のような同様の道具も登場した。
赤ちゃんおしゃぶり（あかちゃんおしゃぶり）
乳幼児に与えるおしゃぶりを模した道具。これを口にくわえた者は、赤ちゃんになりきってしまう。
ばあちゃんカツラ
このカツラを装着した者は、お婆さんになりきってしまう。
パパネクタイ
このネクタイを着用すると、一家の父親になりきってしまう。

## ママネット
ママネットは、「ママネット」（2001年3月2日放送、映像ソフト未収録）に登場する。
ママたちの互助ネットワーク（ママネットという）を作っておいて、ネットワーク会員のママを好きなときに呼び出すことができるという道具。小型のアンテナを頭などにつけると、その者がネットワーク会員になる。端末に希望事項を告げると、端末使用者の希望を満たすことのできるネットワーク会員をコンピューターが選び出し、選び出されたネットワーク会員は体が勝手に動いて端末使用者のもとへとやってきてしまう。
作中ではこの道具を使って、子供たちの互助ネットワーク「子供ネット」を作ったりもした。ジャイアンは草むしり、スネ夫はおつかい、しずかはスネ夫のママと肩叩き、のび太は玉葱を切って涙を流して悲鳴を上げるオチとなっていた。

## ママの岩戸
ママの岩戸（ママのいわと）は、「ママの岩戸」（2000年12月15日放送、映像ソフト未収録）に登場する。
天岩戸伝説のように立てこもることのできるシェルター。中は四次元空間になっているため広く、おやつも自由に出すことができる。岩戸の中にだれかが入っているときは、中からしか開けることができない。岩戸に触れる者に電撃を浴びせることもできる。
同様の道具にアマイワト、冬眠シェルターがある。

## まんざいし
まんざいしは、「ひみつ道具大募集優秀賞作品 まんざいし」（2004年3月12日放送、映像ソフト未収録）に登場する。
石の形をした道具。だれかと会話していてその話を早く切り上げたくなったときにこの石を2人の間に置くと、漫才のようなやりとりをした末に会話を終わらせることができる。ただし周囲に人が大勢いる状態で使うと、その人たちにも影響を及ぼし、大混乱が起こってしまう。
ちなみに、この道具は番組が行ったアイディア募集企画「ひみつ道具大募集」において、優秀賞を獲得した視聴者からのアイディアが基となっている。

## 見えないベールコントローラー
見えないベールコントローラー（みえないベールコントローラー）は、「家族とりかえ機」（1993年4月30日放送、映像ソフト未収録）に登場する。
このコントローラーを操作することで、あたかも見えないベールを覆いかぶせるように、大きな物体をその場所に隠したり、隠した物体を出現させたりすることができる。

## ミカタスキ
ミカタスキは、「ミカタスキ」（1998年6月19日放送、映像ソフト未収録）に登場する。
虹色に輝く野球ボール大の球体。これを任意の者に向かって投げると、球体が襷に変形し、投げられた者の体の肩を縛りつける。縛りつけられた者は「お味方致す」のセリフと共に、投げた者の味方として頑張ってくれる。襷をほどくと球体に戻り、味方になった者も元に戻る。

## ミクロフラッシュ
ミクロフラッシュは、「ミクロフラッシュ」（2003年4月11日放送、レンタル専用VHS『21世紀テレビ文庫 テレビ版ドラえもん』第32巻に収録）に登場する。
ペンライトのような道具。これを自分に向けて照射すると、体がミクロサイズ（ハエが大きな怪物に見えたり、ノミの背に乗ることができるほどの大きさ）になる。スモールライトと違い、体の大きさが縮小されても体力や能力は元のままであるため、超人的身体能力のスーパーヒーローのような気分が味わえる。その性質のためか、この道具でミクロサイズになるとヒーローのコスチュームのような服装に変わるただし、あまりに小さくなり過ぎるため、ミクロフラッシュを無くすなどで元に戻れない状況に陥ると（他の人になかなか気付いてもらえないため）助けを求めることすら困難になる。もう一度ミクロフラッシュを使用すると、体が元の大きさに戻る。ドラえもんはこの道具にはスペアも持っていた。

## ミスター・ムードアップ
ミスター・ムードアップは、「ミスター・ムードアップ」（1998年8月28日放送、映像ソフト未収録）に登場する。
ムードもりあげ楽団と同様の効果をもたらす、指揮者を模した小さなロボット。コントローラーによる操作で楽しい曲や悲しい曲を流すことができ、その曲を聴いた者は曲のムードにあわせてドラマチックに行動するようになる。場の雰囲気を読んで自動的に曲を流す機能も備えている。

## 水玉カプセル
水玉カプセル（みずたまカプセル）は、「水玉カプセルの旅」（1999年1月15日放送、映像ソフト未収録、第2作2期では2023年3月11日放送）に登場する。
青色の球体。搭乗して発進させると球体が雨粒のように小さくなり、空に上って雲の一部になるところから、浄水場を経て川を下るところまで、水の一生を体験することができる。乗り物が水の中に入り込んでピンチになると川の主を作ってジャイアンとスネ夫の2人を懲らしめる時に使う「液体リモコン」という道具がある。

## みちびきジゾウ
声 - 渡辺久美子
みちびきジゾウは、「みちびきジゾウ」（2000年6月9日放送、映像ソフト未収録）に登場する。
地蔵を模したロボット。道がわからないとき、どこへ行きたいかをこの道具に伝えると、その場所まで案内してくれる。ただし磁力の強い場所では道を間違えたり、同じ場所をぐるぐると回ったりと異常な動作をする。

## ミニドラ探知機
ミニドラ探知機（ミニドラたんちき）は、「サンタバックでクリスマス」（1998年12月18日放送、DVD『ドラえもん コレクション・スペシャル 冬の4』に収録）に登場する。
ミニドラが発する電波を受信し、ミニドラがいる場所までの方角と距離を調べる道具。片手で持っていろいろな方角へ向け、ミニドラが探知されたときはミニドラの声が聞こえる。

## ミニドラのカサ
ミニドラのカサは、「ドラえもんの健康診断」（1990年4月6日放送、DVD『ドラえもん コレクション・スペシャル 秋の1』に収録）に登場する。
ミニドラの道具。ボタンを押すと支柱がものすごく伸びる傘。

## ミニミニロボット
ミニミニロボットは、「ミニミニロボット」（1992年6月26日放送、映像ソフト未収録）に登場する。
100円玉ほどの大きさの極小ロボット。時計などの機械の修理が行える。

## ミニレスキューカー
ミニレスキューカーは、「ミニドラたすけ隊出動!」（2002年5月24日放送、映像ソフト未収録）に登場する。
ミニドラが乗れる小さなオープンカー。タケコプターのプロペラのようなものを出して、空を飛ぶこともできる。

## みはりフクロウ
みはりフクロウは、「ドラミの兄妹ゲンカ」（2002年6月14日放送、映像ソフト未収録）に登場する。
フクロウを模したロボット。目がカメラの対物レンズになっており、撮影した写真は翼が生えて、指定した者のもとへと飛んでいく。この道具に任意の者を30秒間隔で撮影させることで、その者の行動を見張ることができる。
道具名の表記はテレビアニメ第2作第1期の公式サイトの「ひみつ道具かたろぐ」による。

## 耳寄りネット
耳寄りネット（みみよりネット）は、「耳寄りネット」（1999年5月7日放送、映像ソフト未収録）に登場する。
ウサギの顔の形をしたてのひらサイズの機械。蝶ネクタイを引くと画面が現れるので、欲しい情報を音声などで入力する。すると道具が耳寄りな情報をつかんだときに、2本の耳が寄って画面にその場所の地図が現れ、その情報に関する会話などの音声も流れる。

## 未来ままごとシート
未来ままごとシート（みらいままごとシート）は、「未来ままごとシート」（1998年10月30日放送、映像ソフト未収録）に登場する。
未来の子供がままごとをするためのシート。このシートを地面に敷くと、その上に流し台、コンロ、冷蔵庫、食器棚、ちゃぶ台が出現する。食材は用意されているので、ここで本物同様の食事をすることができる。
このシートの上に入った者は全員大人だと思い込み、男は新婚の夫、女は新婚の妻ということになる。男女2人で入れば子供でも新婚夫婦になりきることができる。
しかし男が1人と女が2人になってしまうと、2人の女はどちらも1人の男を自分の夫として認識することになり、一夫多妻という修羅場を体験することになる。

## 夢幻プラネタリウム
夢幻プラネタリウム（むげんプラネタリウム）は、「夢幻プラネタリウム」（1997年12月19日放送、映像ソフト未収録）に登場する。

## 虫カメラ
虫カメラ（むしカメラ）は、「ミスター・ムードアップ」（1998年8月28日放送、映像ソフト未収録）に登場する。
赤いコガネムシのような体に、双眼鏡のような目がついた小さなロボット。監視対象者を指定して放つと、対象者のそばを飛行して撮影しつづける。球形のモニターテレビがセットになっており、カメラがとらえている映像をリアルタイムで見ることができる。
同様の道具として、『ドラベース』に搭乗する「蚊メラ」（かメラ）がある。

## 虫歯を治す道具
虫歯を治す道具（むしばをなおすどうぐ）は、「ドタバタ虫歯逃亡記」（2004年6月25日放送、映像ソフト未収録、第2作2期では2023年2月11日に放送）に登場する。
のび太の「虫歯を治す道具ないの？」という要望に対しドラえもんが出した道具。見た目は現在の歯医者道具と大差なく、動くイスには一般的な歯科医療所にあるような機械が備わっている。のび太が使用を断ったため劇中で実際に使用されることはなかったが、のび太が「普通の歯医者さんの道具じゃないの？」と尋ねるとドラえもんは「そう、22世紀でも歯の治療はこれしかない」と即答しており、使用法も大差ないと思われる。しかし何故か本来歯の治療に必要無いのこぎりまで備え付けてある。

## 無重力クレーン
無重力クレーン（むじゅうりょくクレーン）は、「パパだって甘えんぼ」（1986年1月31日放送、レンタル専用VHS『21世紀テレビ文庫 テレビ版ドラえもん』第11巻に収録）に登場する。
UFOの下にフックが付いているような道具。運びたい物をフックにひっかけ、UFOで空中を浮遊移させることで、重いものでも無重力状態で運ぶことができるというもの。

## 無人島たしかめ機
無人島たしかめ機（むじんとうたしかめき）は、「宝星探査ロケット」（1997年10月4日放送、DVD『ドラえもん コレクション・スペシャル 秋の4』に収録）に登場する。
電球の付いたカチューシャと電灯のセット。人間の頭にカチューシャをかぶせ、無人であることを確かめたい島に電灯の光を当てると、無人島であった場合にカチューシャの電球が光る。

## むせきにん飛行物体
むせきにん飛行物体（むせきにんひこうぶったい）は、「むせきにん飛行物体」（1993年12月3日放送、映像ソフト未収録）に登場する。
小さなUFOを模した道具。攻撃対象となる者を設定しておくと、瞬間移動でどこからともなく出現し、その者に電撃を浴びせる。UFOをショックガンで打ち落としてゲームを楽しむというもの。電撃とショックガンは人を気絶させたり、機械を壊すほどの威力がある。
しかし攻撃対象者だけではなく、無関係な者をも攻撃してしまうという欠陥が発売直後に発覚している。「むせきにん飛行物体」という名称は、UFOを表す「未確認飛行物体」のもじりであるが、皮肉にもこの道具の欠陥を表しているともいえる。
この道具を回収するための道具#UFO回収クリーナーも存在する。

## むだはぶ機
むだはぶ機（むだはぶき）は、「むだはぶ機」（1991年11月1日放送、映像ソフト未収録）に登場する。
あらゆる無駄を指摘する小さなロボット。下部にある1つの車輪で自走することができる。近くに無駄なことがあると、それを察知して現場に急行し、それを指して「ムダ、ムダ、ムダ」と言う。たとえば蛇口がしっかり閉まっておらず、水がポタポタを垂れているところを指摘するなど、資源の浪費を止める助けになったりする。
ただし婦人が所持する化粧品を指して「ムダ」と言って本人を怒らせたり、作りすぎた料理に向かって「ムダ」と言ったり、むだはぶ機の行き過ぎた指摘を制しようとする者を「ムダ」と言うなど、周囲の者の感情を逆なですることがしばしばある。

## ムリヤリ借用書
ムリヤリ借用書（ムリヤリしゃくようしょ）は、「ムリヤリ借用書」（1992年2月21日放送、映像ソフト未収録）に登場する。
この書面に借用対象者、借用物、個数、借用者を記入して、物を借りたい人にこの借用書を渡すと、それを借りることができる。借用書には同時に4種類までの借用物を記入することができる。こうして借りた物は、周囲の者からも借用者の所有物として認識される。有形物だけではなく無形物をも借りることができる。

## 名画しらべ機
声 - 横沢啓子
名画しらべ機（めいがしらべき）は、「名画しらべ機」（1981年1月28日放送、DVD『TV版ドラえもん』第50巻に収録）に登場する。
絵画の価値を調べる機械。過去、現代、未来の3つのボタンがあり、ボタンを切り替えることで、その絵が現在価値のないものであっても、過去または未来において評価されるものかどうか、さらにどの年代のどの国で評価されるものかがわかる。

## 名物フラッグ
名物フラッグ（めいぶつフラッグ）は、「名物フラッグ」（1993年6月4日放送、映像ソフト未収録）に登場する。
のぼりをかたどった道具。布地の右上に「名物」と書かれている。こののぼりに名物にしたいもの（芸など）を書けばそれを見た人はそれを見たがり、集まってくる。ただし、のぼりに書かれていることをやらないと、こののぼりの効果を受けた者から強制的にやらされる。

## メー演機
メー演機（メーえんき）は、「メー演機」（2002年12月6日放送、映像ソフト未収録）に登場する。
ヒツジの巻き角を模したバッジ。これを胸に着けておくと感動的な演技をすることができる。芝居に使うのが基本だが、普通の会話を感動的に演出することもできる。
のび太がこれを使って学芸会でやるシンデレラの王子役を掴み取ろうとしたが、オーディションでは演技にはまりすぎてシンデレラまで演じてしまい、それに感激した先生にシンデレラ役を任じられてしまった（さらに悪乗りした先生によって、しずかが王子、出木杉が魔女、ジャイアンとスネ夫が継母と姉をやることになった）。それでものび太はメー演機を付けて本番に臨むも、途中で外れてしまい、緊張のあまり激しい尿意を催してしまう。しかし「（トイレに行きたいから）もう行かないと。手を離して」という必死の叫びが周囲には迫真の演技と映り、ドラえもんには「道具なんかなくても立派なシンデレラだった」と褒められ、残りのシーンはメー演機無しで演じきった。

## メモリーシルクと仕立て屋さん
メモリーシルクと仕立て屋さん（メモリーシルクとしたてやさん）は、「のび太は大リーガー」（1997年4月11日放送、映像ソフト未収録）に登場する。

## 免エキスプレー
免エキスプレーは、「免エキスプレー」（1995年10月6日放送、映像ソフト未収録）に登場する。
スプレーの形をした道具。この中に「免エキス」と呼ばれる液体が含まれており、かけると言ったものに対する免疫力ができる。しかし、作中でドラえもんの元に届いたものは、未来デパートからのサンプル品であるため、3時間立つと効き目が切れるということになっており、効き目が切れると同時に殴られた痛みや怪我をした痛みが遅れて発生するということになっていた。

## 猛獣ペット化手ぶくろ
猛獣ペット化手ぶくろ（もうじゅうペットかてぶくろ）「猛獣ペット化手ぶくろ」（1998年5月8日放送）、「空想動物サファリパークで大冒険」（1999年10月15日放送、DVD『ドラえもん コレクション・スペシャル 秋の5』に収録）に登場する。
この手袋をはめた手で触れると、どんな猛獣でもペットのようにおとなしくなる。

## もしもホーン
もしもホーンは、「もしもホーン」（1995年12月15日放送、映像ソフト未収録）に登場する。
もしもボックスの携帯版。電話機の受話器の形をしている。使い方はもしもボックスと同じで、受話器を握って「もしも――だったら」のように告げるだけで、告げたとおりの世界になる。ただし小さいので、効果が及ぶ範囲は町内一帯に限られ、町の境界を越えた先では効果がない。

## もちぬし探査機
もちぬし探査機（もちぬしたんさき）は、「もちぬし探査機」（1995年1月13日放送、映像ソフト未収録）に登場する。
あらゆる物体や動物の持ち主を調べることのできる道具。持ち主の住所や、いつそれを手放したのかを調べることもできる。

## 戻しスプレー
戻しスプレー（もどしスプレー）は、「逆転スプレー」（1993年2月19日放送、映像ソフト未収録）に登場する。
逆転スプレーの効果を取り消し、元の状態に戻すことのできるスプレー。

## 物知～る
物知～る（ものし～る）は、「ひみつ道具大募集優秀賞作品 物知～る」（2003年11月28日放送、映像ソフト未収録）に登場する。
手近な物体の気持ちを知ることができる、ハート形をしたシール。このシールに手近な物体の名前を書いて胸に貼ると、体がその物体に吸い込まれ、物体に宿る記憶を体験することになる。物体に体が吸い込まれている間は、物体にシールが貼られている状態になる。そのシールを第三者がはがすと体が元に戻る。

## もののけワッペン
もののけワッペンは、「もののけワッペン」（1999年10月29日放送、映像ソフト未収録）に登場する。
これを貼られた物体は魂が宿り、物の怪（妖怪）となる。目的を達成すれば元に戻る。

## 桃太郎印の小粒きびだんご
桃太郎印の小粒きびだんご（ももたろうじるしのこつぶきびだんご）は、「ミニドラ大脱走」（1996年12月13日放送、映像ソフト未収録）に登場する。
ミニドラの道具。袋も小さく団子も小粒だが、効果は桃太郎印のきびだんごと同じ。